# Schengen (Luxemburg)
Schengen is een dorp en gemeente in het Luxemburgse kanton Remich, aan de oever van de Moezel. Het is vooral bekend geworden dankzij de Verdragen van Schengen die hier in 1985 zijn getekend.
De gemeente heeft een totale oppervlakte van 31,42 km² en telde op 1 januari 2007 bijna 4.000 inwoners waarvan er zo'n 425 in Schengen zelf woonden. Bij het dorp ligt het drielandenpunt op de grens met Duitsland en Frankrijk.

## Geschiedenis
In Schengen staat het van oorsprong middeleeuwse Kasteel van Schengen.
De gemeente heette eerst Remerschen, naar de belangrijkste kern in de gemeente. De Schengenverdragen werden op 14 juni 1985 getekend op het schip Princesse Marie-Astrid dat aangemeerd was in Schengen, in de Moezel. Op 3 september 2006 kreeg de gemeente de inmiddels internationaal bekende naam Schengen. Er zijn een museum en gedenkteken gewijd aan het verdrag.
Op 1 januari 2012 werden de vroegere gemeenten Burmerange en Wellenstein bij Schengen gevoegd.

## Plaatsen in de gemeente
- Bech-Kleinmacher
- Burmerange
- Elvange
- Emerange
- Remerschen
- Schengen
- Schwebsange
- Wellenstein
- Wintrange

## Ontwikkeling van het inwoneraantal
| Jaar                              | 2001 | 2002 | 2003 | 2004 | 2005 |
| --------------------------------- | ---- | ---- | ---- | ---- | ---- |
| Inwoneraantal                     | 1409 | 1399 | 1405 | 1532 | 1527 |
| Opmerking: tellingen op 1 januari |      |      |      |      |      |

## Bezienswaardigheden
- Sint-Salvatorkerk
- Lijst van beschermd erfgoed in de gemeente Schengen
- Drielandenpunt (Schengen)